# Suzanne Rogers
Suzanne Rogers, pseudonimo di Suzanne Cecelia Crumpler (Midland, 9 luglio 1943), è un'attrice e ballerina statunitense.
Il suo nome d'arte è ispirato all'attrice statunitense Ginger Rogers.
È conosciuta soprattutto per il ruolo di Maggie Horton nella soap opera Il tempo della nostra vita, che ricopre dal 1973. Rogers è attualmente il membro più longevo del cast, dopo la dipartita di Frances Reid (Alice Horton), avvenuta nel 2010.

## Biografia
Rogers nacque il 9 luglio 1943 a Midland, nel Maryland, da Pete e Edna Crumpler. Ha una sorella di nome Loretta. Sin dall'infanzia, Rogers ha sviluppato un notevole interesse per la danza. All'età di 17 anni lasciò la sua città natale e decise di perseguire una carriera da ballerina. Si trasferì a New York, dove incominciò a lavorare come ballerina al Radio City Music Hall. Rogers si esibì in numerosi musical di Broadway, tra cui Coco, Hallelujah Boy e Follies.
Dopo aver vissuto per 10 anni a New York, l'attrice si trasferì in California nel gennaio 1973. Ha frequentato corsi di recitazione con Stella Adler alla Stella Adler Studio of Acting. Poco dopo, ottenne il ruolo di Maggie Horton nella soap opera di NBC Il tempo della nostra vita.
Nel 1984 le è stata diagnosticata una Miastenia gravis, rara malattia caratterizzata da debolezza muscolare. L'attrice incominciò a perdere i capelli ed il suo viso divenne molto gonfio. A causa di questa malattia è stata costretta a lasciare la soap dopo 11 anni. Quando la sua salute incominciò a migliorare, tornò a far parte del cast della soap, un anno dopo averla lasciata. Rogers, per educare i telespettatori circa la Miastenia gravis, convinse il produttore esecutivo Betty Corday a far ammalare di miastenia il suo personaggio.

## Vita privata
Suzanne Rogers è stata sposata con l'attore televisivo Sam Groom. Attualmente vive a Studio City, in California.

## Filmografia
- Love, American Style - serie TV (1973)
- Il tempo della nostra vita (Days of Our Lives) - soap opera (1973-in corso)
- Quincy (Quincy, M.E.) - serie TV (1977)
- La casa nella prateria (Little House on the Prairie) - serie TV, episodio 6x20 (1980)
- Supercar (Knight Rider) - serie TV (1985)
- Never Say Never: The Deidre Hall Story - film TV (1995)

## Premi e nomination
- 1979 - Emmy Award
- Vinto - Miglior attrice non protagonista in una serie drammatica per Il tempo della nostra vita.